# تپه ناصر آباد
تپه ناصر آباد مربوط به دوره اشکانیان - سده‌های اولیه، میانه و متاخر دوران‌های تاریخی پس از اسلام است و در شهرستان کبودرآهنگ، بخش مرکزی، دهستان سرداران، شمال روستای ناصرآباد واقع شده و این اثر در تاریخ ۷ اسفند ۱۳۸۶ با شمارهٔ ثبت ۲۱۵۸۰ به‌عنوان یکی از آثار ملی ایران به ثبت رسیده‌است.